# Mitchellania californica
Mitchellania californica är en urinsektsart som först beskrevs av Christine D. Bacon 1914.  Mitchellania californica ingår i släktet Mitchellania och familjen Hypogastruridae. Inga underarter finns listade i Catalogue of Life.